# Dunlap (Ohio)
Dunlap es un lugar designado por el censo (en inglés, census-designated place, CDP) del municipio de Colerain, subdivisión administrativa del condado de Hamilton, Ohio, Estados Unidos. Según el censo de 2020, tiene una población de 1658 habitantes.
Es parte del área metropolitana de Cincinnati.

## Geografía
Está ubicado en las coordenadas 39°17′46″N 84°38′19″O / 39.29611, -84.63861 (39.296169, -84.638497). Según la Oficina del Censo, tiene una superficie total de 17.25 km², de los cuales 16.91 km² corresponden a tierra firme y 0.34 km² están cubiertos de agua.

## Demografía
Según el censo de 2020, hay 1658 personas residiendo en la zona. La densidad de población es de 98.05 hab./km². El 93.31% de los habitantes eran blancos, el 1.57% eran afroamericanos, el 0.12% eran amerindios, el 0.48% eran asiáticos, el 0.36% eran de otras razas y el 4.16% eran de una mezcla de razas. Del total de la población, el 1.03% eran hispanos o latinos de cualquier raza.